# Agata Ciabattoni
Agata Ciabattoni (née en 1971) est une logicienne mathématique italienne, spécialisée dans la logique non classique. Elle est professeure à l'Institut de logique et de calcul de l'université technique de Vienne.

## Biographie
Agata Ciabattoni est originaire de Ripatransone. Elle a étudié l'informatique à l'université de Bologne, et a terminé son doctorat en 2000 à l'université de Milan. Sa thèse, intitulée Proof-theory in many-précieux logics, a été dirigée par Daniele Mundici.  
Elle a déménagé à Vienne en 2000 avec le soutien d'une bourse Marie Curie de l'Union européenne, et en 2007, elle a obtenu son habilitation à l'université technique de Vienne. Elle reste affiliée à TU Wien, en tant que professeure à la faculté d'informatique, depuis 2012 à l'Institute of Logic and Computation. Elle sert également de président de la série de conférences Collegium Logicum pour la Société Kurt Gödel, société d'études qui promeut des activités en logique et en histoire des mathématiques, en lien avec les travaux de ce mathématicien d'origine autrichienne.

## Contributions
L'un des projets d'Agata Ciabattoni à l'université technique de Vienne consiste à utiliser la logique mathématique pour formaliser le raisonnement éthique dans les Vedas, un corps de textes sacrés indiens. Il s'agit du projet « Reasoning Tools for Deontic Logic and Applications to Indian Sacred Texts » (2017–2022) financé par le Wiener Wissenschafts-, Forschungs- und Technologiefonds (WWFT) (le fonds viennois pour la science, la recherche et la technologie).
Sur la période 2019-2020, elle travaille sur le projet « Norm-based reasoning:from legal and moral traditions to AI systems »financé par la fondation Volkswagen.

## Prix et distinctions
En 2011, Agata Ciabattoni a remporté le prix Start du Fonds autrichien pour la science, la seule femme lauréate du prix cette année-là,. Ce prix a permis de financer le programme de recherche « Non classical proofs: Theory, Applications and Tools » (2011-2017).

## Publications
- (it) Logica a informatica, McGraw-Hill, 1997 (avec A. Asperti).
- A. Ciabattoni, N. Galatos, K. Terui (2008) « From axioms to analytic rules in nonclassical logics », 3rd Annual IEEE Symposium on Logic in Computer Science.
- M. Baaz, A. Ciabattoni, C.G. Fermüller (2003) « Hypersequent calculi for Gödel logics—a survey », Journal of Logic and Computation.
- A. Ciabattoni, N. Galatos, K. Terui (2012) « Algebraic proof theory for substructural logics: cut-elimination and completions », Annals of Pure and Applied Logic.